# William Scherr
William Harold „Bill” Scherr (ur. 27 lipca 1961 w Eureka) – amerykański zapaśnik walczący w stylu wolnym. Brązowy medalista Igrzysk 1988 w Seulu. 7-krotny medalista Mistrzostw Świata, mistrz z 1985 roku. Zwycięzca Igrzysk Panamerykańskich z 1987 roku, Mistrzostw Panamerykańskich z 1987 i 1989 roku. Pierwsze miejsce w Pucharze Świata w 1989 i 1990; drugie w 1986 i 1988 roku.
Jego brat bliźniak Jim Scherr również był członkiem ekipy olimpijskiej w zapasach w 1988 roku; zajął 5. miejsce. W młodości zawodnik University of Nebraska–Lincoln. W 1984 mistrz NCAA National Champion, trzy razy All-American. Członek „National Wrestling Hall of Fame” od 1998 roku.